# Lidový dům ve Vysočanech
Lidový dům ve Vysočanech (Freyova 291/8, Praha 9. Kulturní památka od roku 1958) byl místem důležitých výstav koncem normalizace a krátce po pádu komunistického režimu. Osobní zodpovědnost za výstavní program vzal na sebe tehdejší pracovník odboru kultury na ONV Praha 9 Jiří Halík, pozdější kvestor Vysoké školy uměleckoprůmyslové v Praze.

## Historie
Lidový dům ve Vysočanech je dřevěná hala s ocelovou konstrukcí, kterou si jako spolkovou budovu postavila v letech 1919-1921 Československá sociálně demokratická strana dělnická (ČSDSD). Po dokončení stavby a rozpadu ČSDSD roku 1921 přešel Lidový dům do majetku KSČ. Až do války sloužil Lidový dům také jako divadelní sál, po válce zde byl sklad zeleniny. Roku 1981 byl opraven a navrácen původnímu účelu. V roce 1984 vznikla studie adaptace prostoru pro kulturní účely vypracovaná architekty Petrem Bendou a Janem Viktorinem.
Roku 1983 inicioval Jiří Sozanský záměr uspořádat v Lidovém domě výstavu dvou generací výtvarníků 60. a 70. let a jako kurátorku oslovil Alenu Potůčkovou. Jako zprostředkovatel se nabídl Ilja Sajner, který měl kontakty na tehdejším odboru kultury Prahy 9. Těsně před zahájením ONV Prahy 9 oznámil, že budova je v havarijním stavu a výstavu zde nelze uskutečnit. Po naléhání organizátorů nakonec nabídl jako alternativu divadlo Gong.
Od roku 1984 pracoval na odboru kultury ONV Praha 9 Jiří Halík, absolvent oboru výtvarná výchova na Pedagogické fakultě UK, který měl v té době na starosti divadelní a hudební soubory v divadle Gong a v klubu Prosek. Roku 1987 s ním členové pozdější skupiny Tvrdohlaví Stanislav Diviš (tehdy člen hudební skupiny Krásné nové stroje) a Jiří David domluvili plenérovou výstavu 79 výtvarníků ke Dnu dětí (30.-31. 5. 1987) ve vnitrobloku ve Vysočanech, Špitálské ulici, která se tak stala v pořadí šestou Konfrontací. V červenci roku 1987 se pak uskutečnila první mezigenerační výstava 30 výtvarníků (od K. Nepraše, *1932, po P. Nikla, *1960) v Lidovém domě, oficiálně jako součást Pražského kulturního léta. Další mezigenerační výstavu iniciovalo v následujícím roce sdružení 12/15 (od J. Baucha, *1898, po I. Kafku, *1952).
Jiří Halík se podílel také na zprostředkování povolovacího řízení na ONV Praha 7 k výstavě Fórum '88 v pražské Holešovické tržnici. Kromě výstav zařídil i tisk katalogů k některým výstavám, včetně legendární první výstavy 12/15 v Kolodějích (1988), která předcházela výstavě Jeden starší - jeden mladší (1988) v Lidovém domě.
Po roce 1990 byl objekt Lidového domu privatizován a galerie zanikla.

## Výstavy (výběr)
- 1987 Skupina Tvrdohlaví
- 1987 Konfrontace IV (80 výtvarníků)
- 1987 30 výtvarníků v Lidovém domě
- 1988 Skupina 5 + 3
- 1988 Hugo Demartini: Objekty, Jiří Sozanský: Obrazy
- 1988 Jeden starší - jeden mladší. Obrazy, sochy, realizace
- 1989 Viktor Pivovarov
- 1989 14: Obrazy - grafika
- 1989 Dialog Praha Los Angeles / Dialogue Prague Los Angeles
- 1989 Jiří Sozanský: Pocta Sarajevu, část I.
- 1990 Výstava výsledků stipendií za rok 1989 - malíři, sochaři, grafici
- 1990 Zaostalí (plánovaná výstava se už neuskutečnila, přesunuta do Nové síně a Mánesa)